# Peter Rideman
Peter Rideman, también escrito Peter Riedemann (n. Hirschberg, Silesia, 1506 - m. Protzko, Eslovaquia, 1556), fue un dirigente anabaptista y organizador de las comunas huteristas. 
Zapatero, muy joven entró en contacto con los reformadores luteranos. Se dedicó entonces a leer los manifiestos de los reformadores y la Biblia. 
A partir de 1527, en la Alta Austria, entró en contacto con los anabautistas. Fue bautizado y en 1529 fue ordenado como ministro. El mismo año fue detenido por las autoridades católicas en Gmünd. En prisión escribió su primera Confesión de fe. Permaneció preso durante 3 años, hasta que logró escapar y dirigirse a Linz.
Fuera de la cárcel, en 1532 se unió a los huteristas, quienes además de compartir las concepciones anabaptistas y pacifistas, practicaban la comunidad de bienes, entendida como exigencia de la vida cristiana. Se trasladó entonces a Moravia. Después de casarse con una joven llamada Katherine, en 1533 fue enviado a Franconia, donde fue nuevamente encarcelado hasta 1535 cuando quedó en libertad bajo condición de no predicar nunca más en Núremberg.
Nuevamente en Moravia se esforzó por agrupar a las dispersas comunas y seguidores del anabaptismo que practicaban la comunidad de bienes. Fue enviado a Austria, el Tirol, Suabia, Württemberg y a Hesse donde cayó nuevamente preso en 1540. En el Castillo de Wolkersdorf donde estaba detenido, escribió su segunda y más importante Confesión de fe, que fue considerada después por los huteristas como una exposición de su fe y publicada por ellos en 1565.
Escapó de la cárcel, por solicitud del recién nombrado predicador principal huterista, Leonardo Lanzentiel y en febrero de 1542, Rideman estaba de nuevo en Moravia y las comunidades decidieron que los dos compartieran la dirección de todo el movimiento. Las comunas alcanzaron prosperidad económica y espiritual, pero en 1545 un decreto de Fernando I ordenó la expulsión de los huteristas. Las circunstancias forzaron a las 26 colonias comunistas (Bruderhof) establecidas en Moravia a desplazarse temporalmente a Hungría. Tras vencer en 1547 Fernando I a la Liga de Esmalcalda, las persecuciones llegaron al extremo y en algunos lugares los huteritas debieron vivir en cuevas y túneles.
Desde 1553 los moravos recuperaron su autonomía y autorizaron el retorno tranquilo de los huteritas y la fundación de 3 comunas más. Rideman disfrutó esa paz por 3 años, hasta su muerte en el Bruderhof de Protzko en diciembre de 1556. 
Notas
1. ↑  Rechenschaft unseres Glaubens geschrieben Zu Gmunden im Land ob der Enns im Gefencknus
2. ↑  Rechenschaft: también traducida como "Razón de fe" o "Cuenta de nuestra religión doctrina y fe"